# Ulla Schmidt

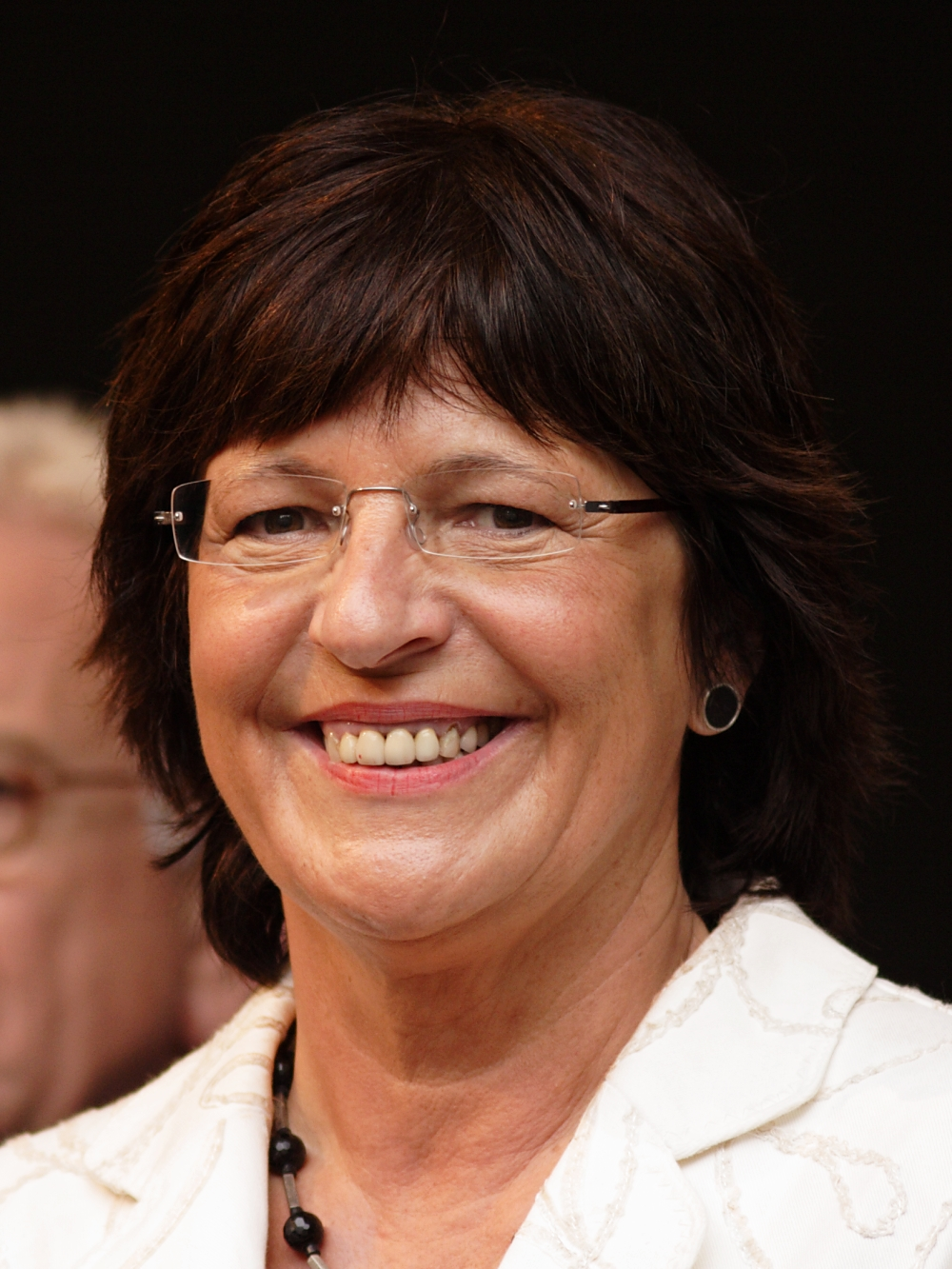
Ulla Schmidt

Ursula ”Ulla” Schmidt, född Radermacher 13 juni 1949 i Aachen, är en tysk politiker. Sedan 1983 tillhör hon Tysklands socialdemokratiska parti (SPD). År 1973 kandiderade hon i förbundsdagsvalet för det maoistiska Kommunistischer Bund Westdeutschland.
Schmidt var från 2001 till 2009 Tysklands hälsominister (2002 till 2005 även socialförsäkringsminister). Sedan 2013 är hon vice talman i Förbundsdagen.